# Velká Štáhle
Velká Štáhle là một làng thuộc huyện Bruntál, vùng Moravskoslezský, Cộng hòa Séc.